# Jacques Plante (parolier)
Pour les articles homonymes, voir Jacques Plante et Plante (homonymie).
Jacques Plante, né le 14 août 1920 à Paris 17e et mort le 16 juillet 2003 à Paris 20e, est un parolier et éditeur français. Il écrit pour de grands chanteurs français (Charles Aznavour, Yves Montand, Georges Guétary, Line Renaud…), parfois sous les pseudonymes de Harold Jeffries ou de William David. Il se retire en Suisse à la fin des années 1970.
Passionné d'entomologie, il effectue des missions de terrain, publie de nombreux articles et décrit plusieurs dizaines d'espèces de papillons de nuit. Sa collection, comptant près de 160 000 spécimens de lépidoptères, est conservée au Muséum d'histoire naturelle de Genève.

## Biographie

### Débuts et carrière de parolier
Jacques Plante naît le 14 août 1920 rue Guyot, dans le 17e arrondissement de Paris. Ses parents tiennent un garage, rue Cardinet dans ce même arrondissement.
Pendant l’Occupation, il écrit ses premières chansons avec son ami d’enfance Lawrence Riesner et en 1943, il écrit Marjolaine avec le compositeur Louiguy pour André Claveau. Ce n’est cependant qu’à la Libération qu’il connaît ses premiers succès avec la chanteuse Yvette Giraud — dont il est brièvement l'époux de juin 1949 à mai 1950 —, qui interprète Mademoiselle Hortensia (1946) et La danseuse est créole (1946). Cette dernière met également à son répertoire Ma guêpière et mes longs jupons (1949), J’ai peur de revenir chez moi et Inoubliable (1953). André Claveau interprète également Domino (1950).
En 1949, l’auteur écrit D’où viens-tu pour Bourvil. Ce dernier interprétera également Sophie. La même année, Les Compagnons de la chanson et Georges Guétary se partagent Maître Pierre (musique d'Henri Betti). Les premiers chanteront encore La Longue Marche et Les Comédiens (1962), tandis que le second fera des succès avec Mon petit bouquet de fleur (1949) et La Bohème (1966).
Pendant les années 1950, Tino Rossi, qui est alors une grande vedette, met à son répertoire quelques chansons de l’auteur dont Tango bleu (1953), Chérie, sois fidèle (1951) et Quand tu t’en iras. Cependant, c’est Line Renaud et Yves Montand qui vont interpréter les succès qui marquent le plus la carrière de l’auteur à cette époque. Line Renaud lance deux de ses chansons fétiches : Étoile des neiges (1949, traduction de la chanson composée en 1944 par l'Autrichien Franz Winkler (de)) et Ma petite folie (1952, écrite et composée par Bob Merrill sous le titre My Truly, Truly Fair (en) en 1951, puis interprétée par la chanteuse belge Tohama). Montand fait de la chanson Les Grands Boulevards (1951), un classique de la chanson française. Ce dernier interprète également J’aime t’embrasser.
Après cette belle série de succès, Jacques Plante est lancé. Les interprètes des années 1950 ajoutent ses chansons à son répertoire. Il écrit notamment, pour Eddie Constantine (Je vais revoir ma blonde, 1956), Anny Gould (Le Musicien en 1953, Sur le pont du nord en 1954, Les Printemps perdus et Le Tendre Piège en 1957, Quand j’aime en 1958), André Dassary (La Fête des fleurs), Jacqueline François (Serenata en 1956, La Vie mondaine en 1958, L’amour est dans ta rue et J’aurais voulu danser en 1959), John William (Une île au soleil en 1956, reprise par Henri Salvador) et Gloria Lasso (Diana, 1958).
Pendant les années 1960, Jacques Plante amorce une fructueuse collaboration avec Charles Aznavour. En ressortent Les Comédiens (1962), For me formidable (1963) et La Bohème (1965), pour ne nommer que les trois chansons les plus connues. L’auteur aura également la chance d’être interprété par Édith Piaf, qui mourra quelques mois plus tard : Le Petit Brouillard (1963) et Les Amants de Venise font partie des dernières chansons de l’interprète. Hugues Aufray interprète quant à lui Santiano (1961) et Dès que le printemps revient (1964).
Si les années yéyés ont été fatales à bien des artistes de la génération précédente, pour Jacques Plante, ce sera l’occasion de se renouveler. Il signe quelques-uns des plus grands succès de cette époque, montrant qu’il est un auteur capable de s’adapter à tous les interprètes. Ainsi, Richard Anthony (Tu m’étais destinée en 1958, J’entends siffler le train en 1962, À toi de choisir en 1964, Sunny en 1966), Les Chaussettes noires (C’est la nuit en 1962), Marcel Amont (Un Mexicain en 1962), Les Chats Sauvages (Toi, quel bonheur, Tu peins ton visage en 1961, Quand les chats sont là, Un coeur tout neuf, Toute la nuit en 1962, Dis lui que je l'aime, Une fille comme toi en 1963), Lucky Blondo (Des roses rouges pour un ange blond), Danyel Gérard (Il pleut dans ma maison en 1964), Christophe (Ça ne fait rien) et Dalida (Tu croiras) s’ajoutent aux interprètes de l’auteur.
Grâce à Jacques Plante, Pétula Clark connaît plusieurs succès en France : Chariot (1962), L’Enfant do (1962), Je me sens bien auprès de toi (1963), Le Soleil dans les yeux (1963), Le Train des neiges (1963), Ceux qui ont un cœur (1964) en sont des exemples. Sheila lui doit également quelques-uns de ses plus grands succès, comme L’Heure de la sortie (1966), Le Cinéma (1966), Les Papillons (1967), Adios amor (1967) et Quand une fille aime un garçon (1968).
Autre interprète fétiche de l’auteur pendant les années 1960, Rika Zaraï enregistre Michaël (1964), Prague (1966), Un beau jour, je partirai (1967) et Personne au monde (1967), entre autres. Parmi les interprètes de l’époque, il faut également citer Dominique Walter (Chez nous, 1966), David Christie (Malgré toi, malgré moi, La noche del verano), Mathé Altéry (J’aurais voulu danser et L’amour est dans ta rue en 1965, Jardins d’Andalousie en 1968, Un bateau s’en va), Mireille Mathieu ( Le Funambule en 1966 et C’est à Mayerling en 1968) et Claude François (Un jour ou l’autre, Reste, Tout éclate, tout explose et Rêveries en 1969).
Il rachète en 1964 la maison d'édition MCA/Caravelle, installée boulevard Malesherbes à Paris 8e, à Eddie Barclay et Lucien Morisse. Avant de se retirer en Suisse, Jacques Plante écrit Vieille Canaille pour Eddy Mitchell et Quand on ne peut pas avoir la fille qu’on aime pour Shake (en 1977).

### Contributions entomologiques

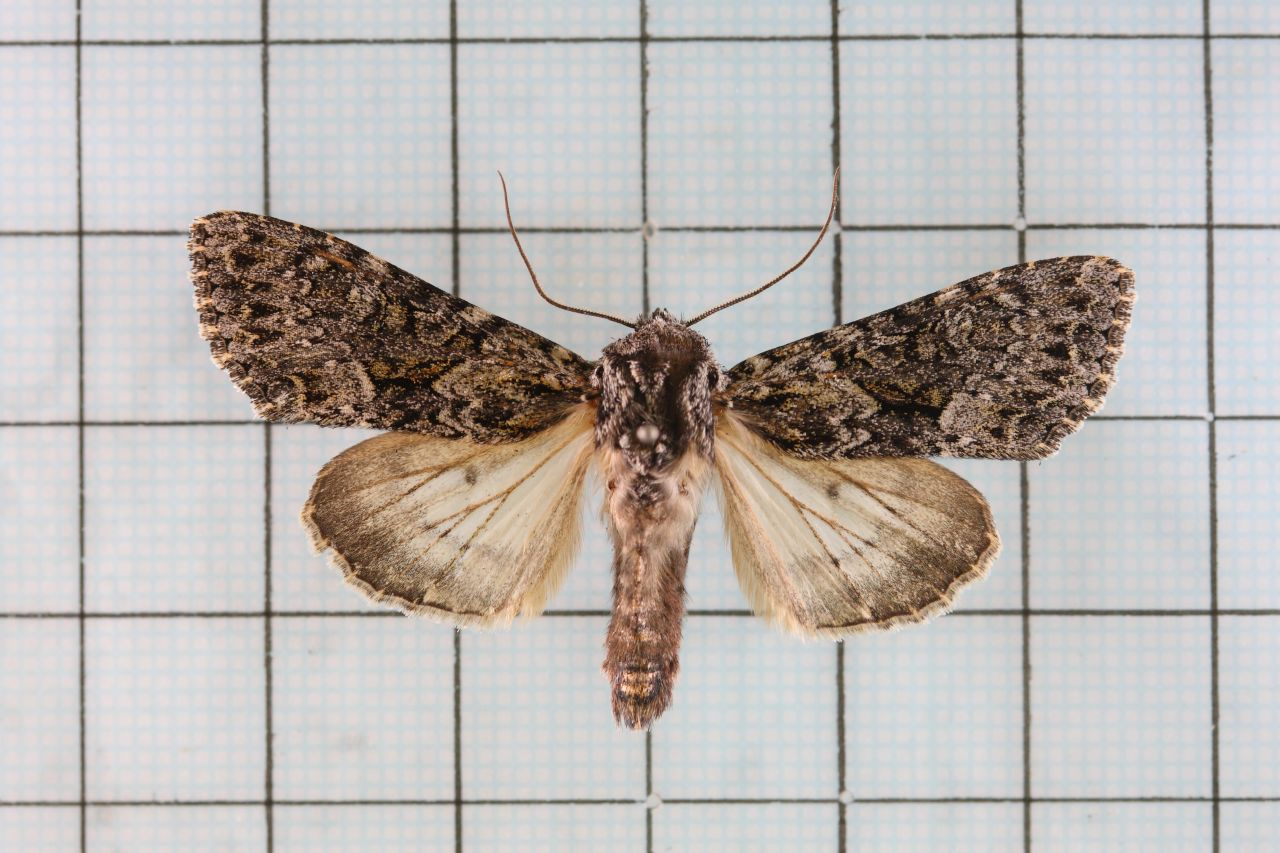
Mniotype aulombardi, espèce de la famille des Noctuidae endémique de Taïwan décrite par Plante en 1994.

Jacques Plante se retire en Suisse à la fin des années 1970, s'installant à Martigny, dans le Valais. Il s'adonne alors à l'entomologie, et effectue des missions de terrain en Asie, notamment avec Márton Hreblay. Seul ou en collaboration, il publie de nombreux articles et décrit plusieurs dizaines d'espèces de papillons de nuit. Sa collection, comptant 160 000 spécimens de lépidoptères, principalement de la famille des Noctuidae, est conservée au Muséum d'histoire naturelle de Genève,.
De nombreux taxons d'insectes sont dédiés à Jacques Plante, dont :
- Bryoxena plantei Ronkay, Varga & Hacker, 1990
- Conistra plantei Rungs, 1972
- Eilema plantei Toulgoët, 1981
- Estagrotis plantei Hacker & Ronkay, 1992
- Eugnorisma asad plantei Varga, Ronkay & Hacker, 1992
- Hadena plantei Hacker, 1992
- Hermonassa plantei Hreblay & Ronkay, 1997
- Macellopis plantei Laporte, 1974
- Marcipa plantei Pelletier, 1978
- Mythimna plantei Hreblay & Yoshimatsu, 1996
- Plantagrotis Benedek & Saldaïtis, 2014
- Plantea Hacker & Ronkay, 1996
- Thargelia plantei Ronkay & Ronkay, 2020
- Victoria plantei Herbulot, 1977
- Zeuctoboarmia plantei Herbulot, 1981

### Mort

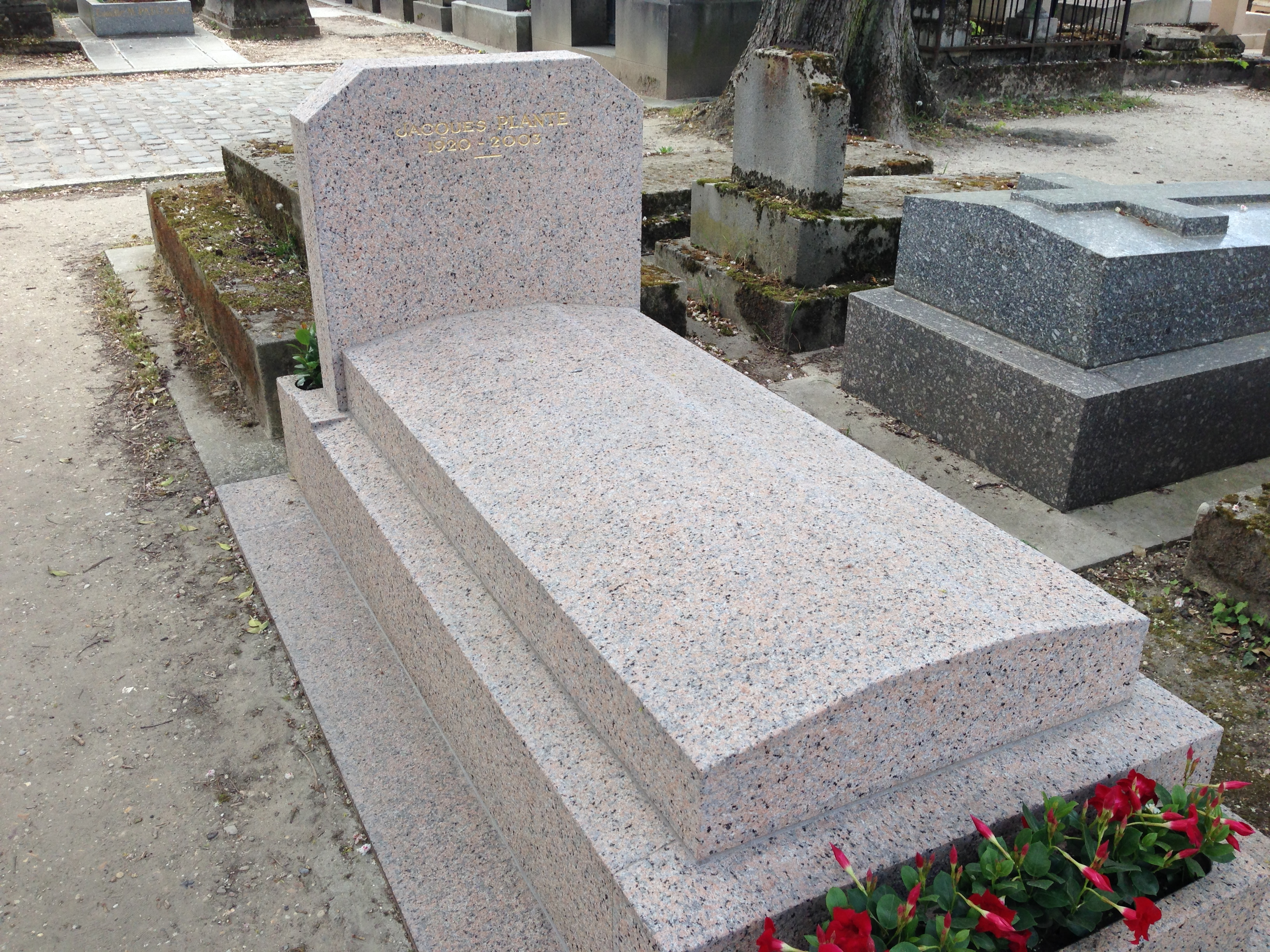
Tombe de Jacques Plante au cimetière du Père-Lachaise (division 44).

Jacques Plante meurt à l'âge de 82 ans, le 16 juillet 2003 dans le 20e arrondissement de Paris,. Il est inhumé au cimetière du Père-Lachaise (44e division).

## Héritage
Un des auteurs les plus prolifiques de la chanson française, Jacques Plante a écrit pour plusieurs générations, mais fait aussi partie de ces auteurs qui sortent trop peu souvent de l’ombre. Peu de gens savent par exemple que plusieurs chansons interprétées par Charles Aznavour sont de son cru.

## Chansons
Liste non exhaustive.
- Marjolaine (1944) - André Claveau
- Petit voyage sentimental (Sentimental Journey) (1945), paroles françaises - Yvette Giraud
- Mademoiselle Hortensia (1946) - Yvette Giraud
- La danseuse est créole (1946) - Yvette Giraud, Alys Robi (1949)
- Maître Pierre (1948) - Yves Montand
- Ma guêpière et mes longs jupons (1949) - Yvette Giraud
- Étoile des neiges (1949) - Line Renaud, André Claveau
- Mon petit bouquet de fleur (1949) – Georges Guétary
- D’où viens-tu (1949) - Bourvil
- J’ai peur de revenir chez-moi - Yvette Giraud
- Les Grands Boulevards (1951) - Yves Montand
- J’aime t’embrasser - Yves Montand
- Chérie sois fidèle (1951) – Tino Rossi
- Vieille Canaille (1951) - Jacques Hélian
- Ma petite folie (1952) - Line Renaud, Tohama
- Domino (1952) - André Claveau
- Les Amants de Venise (1953) – Édith Piaf
- Tango bleu (1953) - Tino Rossi
- Inoubliable (1953) - Yvette Giraud
- Le Musicien (1953) - Anny Gould
- Sur le pont du nord (1954) - Anny Gould
- Je vais revoir ma blonde (1956) - Yvette Giraud, Eddie Constantine
- Une île au soleil (1956) - John William, Henri Salvador
- Serenata (1956) - Jacqueline François
- Sophie - Bourvil
- La Longue Marche - Les Compagnons de la chanson
- Les Printemps perdus (1957) - Anny Gould
- Le Tendre Piège (1957) - Anny Gould
- Quand j’aime (1958) - Anny Gould
- La Fête des fleurs - André Dassary
- Tu m’étais destinée (1958) - Richard Anthony
- Diana (1958) - Gloria Lasso
- La Vie mondaine (1958) - Jacqueline François
- Le Tango des jours heureux (1959) - André Claveau, Fernand Gignac
- L’amour est dans ta rue (1959) - Jacqueline François
- J’aurais voulu danser (1959) - Jacqueline François
- Santiano (1961) - Hugues Aufray
- Quand les Chats sont là (Dance to the Bop) (1962), paroles françaises - Les Chats sauvages
- J’entends siffler le train (1962) - Richard Anthony
- Un cœur tout neuf (A Brand New Beat) (1962), paroles françaises - Les Chats sauvages
- C’est la nuit (1962) - Les Chaussettes noires
- Les Comédiens (1962) - Charles Aznavour, Les Compagnons de la chanson
- Chariot (1962) - Petula Clark
- L’Enfant do (1962) - Petula Clark
- Un Mexicain (1962) - Marcel Amont
- Le Petit Brouillard (1963) - Édith Piaf
- Une fille comme toi (The Shape I'm In) (1963), paroles françaises - Les Chats sauvages
- For me formidable (1963) - Charles Aznavour
- Tu croiras (1963) - Dalida
- Je me sens bien auprès de toi (1963) - Petula Clark
- Le Soleil dans les yeux (1963) - Petula Clark
- Le Train des neiges (1963) - Petula Clark
- Dès que le printemps revient (1964) - Hugues Aufray
- Il pleut dans ma maison (1964) - Danyel Gérard
- Ca n’fait rien (1964) - Christophe
- Ceux qui ont un cœur (1964) - Petula Clark
- À toi de choisir (1964) - Richard Anthony
- Et le bateau s’en va (1964) - Mathé Altéry
- Michaël (1964) - Rika Zaraï
- La Bohème (1965) - Charles Aznavour
- J’aurais voulu danser (1965) - Mathé Altéry
- Sunny (1966) - Richard Anthony
- Des roses rouges pour un ange blond (1965) - Lucky Blondo
- L’Heure de la sortie (1966) - Sheila
- Chez nous (1966) - Dominique Walter
- Le Cinéma (1966) - Sheila
- Prague (1966) - Rika Zaraï
- Un beau jour, je partirai (1967) - Rika Zaraï
- Personne au monde (1967) - Rika Zaraï
- Les Papillons (1967) - Sheila
- Adios amor (1967) - Sheila
- Quand tu t'en iras (1967) - Mireille Mathieu
- Quand une fille aime un garçon (1968) - Sheila
- Jardins d’Andalousie (1968) - Mathé Altéry
- C’est à Mayerling (1968) - Mireille Mathieu
- Monsieur le buninesman (1968) - Claude François
- Prends garde petite fille (1968) - Claude François
- Reste (1968) - Claude François
- Ou tu veux, quand tu veux (1969) - Claude François
- Rêveries (1969) - Claude François
- Un jour ou l'autre (1969) - Claude François
- Jeu dangereux (1969) - Claude François
- Tout éclate, tout explose (1969) - Claude François
- Même si demain (1969) - Claude François
- Tu seras toute à moi (1969) - Claude François
- Chaque jour à la même heure (1969) - Claude François
- Un homme libre (1969) - Claude François
- Une fille est toujours belle (1969) - Les Fléchettes
- Malgré toi, malgré moi (1970) - David Christie
- La noche del verano (1970) - David Christie
- Vieille Canaille (1977) - Eddy Mitchell Serge Gainsbourg
- Quand on ne peut pas avoir la fille qu’on aime (1977) - Shake
- Vingtième Étage (20 Flight Rock), paroles françaises

## Sources
- Extrait du catalogue des éditions Jacques Plante en 1962.